# Trogon
Trogon es un género de aves de la familia Trogonidae. Sus miembros poseen una distribución Neotropical. Dentro de sus especies existen cerca de 60 subespecies. 

## Taxonomía
El género fue propuesto por el zoólogo francés Mathurin Jacques Brisson en año 1760 en su libro Ornithologie.

## Lista de especies
El género está compuesto de las siguientes especies y subespecies reconocidas:
- Trogon aurantiiventris Gould, 1856
  - Trogon aurantiiventris aurantiiventris Gould, 1856
  - Trogon aurantiiventris flavidior (Griscom, 1925)
  - Trogon aurantiiventris underwoodi Bangs, 1908
- Trogon bairdii Lawrence, 1868
- Trogon caligatus Gould, 1838
  - Trogon caligatus concinnus Lawrence, 1862
  - Trogon caligatus caligatus Gould, 1838
  - Trogon caligatus sallaei (braccatus) (Bonaparte, 1856)
- Trogon citreolus Gould, 1835 -- Trogón citrino
  - Trogon citreolus citreolus Gould, 1835
  - Trogon citreolus sumichrasti Brodkorb, 1942
- Trogon chionurus P. L. Sclater & Salvin, 1871
- Trogon clathratus Salvin, 1866
- Trogon collaris Vieillot, 1817 -- Trogón de collar
  - Trogon collaris castaneus Spix, 1824
  - Trogon collaris collaris Vieillot, 1817
  - Trogon collaris exoptatus Cabanis & Heine, 1863
  - Trogon collaris extimus Griscom, 1929
  - Trogon collaris hoethinus Wetmore, 1967
  - Trogon collaris puella Gould, 1845
  - Trogon collaris subtropicalis Zimmer, 1948
  - Trogon collaris virginalis Cabanis & Heine, 1863
- Trogon comptus Zimmer, 1948
- Trogon curucui Linnaeus, 1766
  - Trogon curucui behni Gould, 1875
  - Trogon curucui curucui Linnaeus, 1766
  - Trogon curucui peruvianus Swainson, 1838
- Trogon elegans Gould, 1834 -- Trogón elegante
  - Trogon elegans ambiguus Gould, 1835
  - Trogon elegans canescens Van Rossem, 1934
  - Trogon elegans elegans Gould, 1834
  - Trogon elegans goldmani Nelson, 1898
  - Trogon elegans lubricus J. L. Peters, 1945
- Trogon massena Gould, 1838 -- Trogón cola oscura
  - Trogon massena australis (Chapman, 1915)
  - Trogon massena hoffmanni (Cabanis & Heine, 1863) 
  - Trogon massena massena Gould, 1838
- Trogon melanocephalus Gould, 1836 -- Trogón cabeza negra
- Trogon melanurus Swainson, 1838
  - Trogon melanurus eumorphus Zimmer, 1948
  - Trogon melanurus macroura Gould, 1838
  - Trogon melanurus melanurus Swainson, 1838
  - Trogon melanurus occidentalis Pinto, 1950
- Trogon mesurus (Cabanis & Heine, 1863)
- Trogon mexicanus Swainson, 1827 -- Trogón mexicano 
  - Trogon mexicanus clarus Griscom, 1932
  - Trogon mexicanus lutescens Griscom, 1932
  - Trogon mexicanus mexicanus Swainson, 1827
- Trogon personatus Gould, 1842
  - Trogon personatus assimilis Gould, 1846
  - Trogon personatus duidae Chapman, 1929
  - Trogon personatus heliothrix Tschudi, 1844
  - Trogon personatus personatus Gould, 1842
  - Trogon personatus ptaritepui Zimmer & W. H. Phelps, 1946
  - Trogon personatus roraimae (Chapman, 1929)
  - Trogon personatus sanctaemartae Zimmer, 1948
  - Trogon personatus submontanus Todd, 1943
  - Trogon personatus temperatus (Chapman, 1923)
- Trogon ramonianus Deville & Des Murs, 1849
  - Trogon ramonianus crissalis (Cabanis & Heine, 1863)
  - Trogon ramonianus ramonianus Deville & Des Murs, 1849
- Trogon tenellus Cabanis, 1862
- Trogon cupreicauda (Chapman, 1914)
- Trogon rufus Gmelin, 1788
  - Trogon rufus amazonicus Todd, 1943
  - Trogon rufus rufus Gmelin, 1788
  - Trogon rufus sulphureus Spix, 1824
- Trogon chrysochloros Pelzeln, 1856
- Trogon surrucura Vieillot, 1817 -- Surucua Trogon
  - Trogon surrucura aurantius Spix, 1824
  - Trogon surrucura surrucura Vieillot, 1817
- Trogon violaceus Gmelin, 1788 -- Trogón violáceo
- Trogon viridis Linnaeus, 1766
  - Trogon viridis melanopterus Gould, 1836
  - Trogon viridis viridis Linnaeus, 1766